# Eric Berthoud
Eric Alfred Berthoud (* 10. Dezember 1900 in Kensington, London; † 29. April 1989 in Tunbridge Wells, Kent) war ein britischer Industrieller und Diplomat. Er amtierte u. a. als britischer Botschafter in Dänemark (1952–1956) und Polen (1956–1960).

## Leben und Tätigkeit
Berthoud war der zweite von drei Söhnen des Bankiers Alfred Edward Berthoud und seiner Frau Hélène, geb. Christ, die aus einer Schweizer Bankiersfamilie stammte. Nach dem Besuch der Gresham’s School in Holt, Norfolk studierte er am Magdalen College der Universität Oxford, die er 1922 mit einem Abschluss in Chemie verließ.
Von 1922 bis 1926 war Berthoud für die Anglo-Austrian Bank in Wien und Mailand tätig. 1926 trat er in den Dienst der Anglo-Persian Oil Company (später BP), für die er nacheinander in Paris (1926 bis 1929 und 1935 bis 1939) und Berlin (1929 bis 1935) arbeitete.
1939 wechselte Berthoud von der Wirtschaft in den Staatsdienst, indem er sich dem britischen Ministerium für Benzin und Energie (Ministry of Fuel and Power) zur Verfügung stellte. Anschließend war er bis zum Abbruch der diplomatischen Beziehungen zwischen Großbritannien und Rumänien bei der britischen Vertretung in Bukarest als Experte für Ölangelegenheiten tätig. Im Verborgenen stand er dabei im Dienst der Special Operations Executive, eine für geheime Kriegsführungsmaßnahmen im deutschbesetzten Europa zuständige Organisation der britischen Regierung. Sein besonderes Augenmerk galt der Zerstörung der rumänischen Erdölquellen, um diese dem Zugriff der deutschen Armeen zu entziehen. Von 1942 bis zum Ende des Zweiten Weltkrieges war Berthoud mit Aufgaben befasst, die im Zusammenhang mit der Sicherstellung des Benzinnachschubs für die Alliierten standen. Zu diesem Zweck wurde er unter anderem als Handelssekretär (Commercial Secretary) in Kairo verwendet.
Nach dem Ende des Zweiten Weltkriegs wurde Berthoud der alliierten Kontrollkommission für Österreich zugeteilt. Die folgenden Jahre verbrachte er damit an der Ausarbeitung der die Nachkriegsordnung festlegenden Friedensverträge und am Marshallplan mitzuarbeiten.
Von 1948 bis 1952 amtierte Berthoud als einer von mehreren beigeordneten Unterstaatssekretären (assistant under-secretary) des Foreign Office in London, wobei er vorrangig für die Leitung der wirtschaftlichen Bereiche der Außenpolitik zuständig war. Im November 1952 wurde er zum britischen Botschafter in Dänemark ernannt, wo er bis 1956 tätig war. Im Oktober 1956 wurde er nach Polen versetzt, wo er bis 1960 als Botschafter amtierte. Als Botschafter in Polen war er ein früher Verfechter einer Aussöhnung zwischen Polen und Deutschland, wobei er die Anerkennung der Oder-Neiße-Grenze durch den (west-)deutschen Staat und die Verwerfung der Hallstein-Doktrin als notwendige Voraussetzungen zur Erreichung dieses Zieles ansah. Im Mai 1960 ging er in den Ruhestand.
Im Ruhestand war Berthoud weiterhin für BP tätig. Außerdem gehörte er der Anglo-Polish Round-Table-Conference an. Zudem war er Gründungsvorsitzender bei der Bildung der University of Essex im Jahr 1965.

## Familie
1927 heiratete Berthoud Ruth Tilston, eine Tochter des Ingenieurs Charles Bright. Aus der Ehe gingen drei Söhne und zwei Töchter hervor.

## Schriften
- An Unexpected Life. Anchor Press, Tiptree 1980. (Memoiren)